# Noble Rocks
Die Nobel Rocks (englisch für Adelige Felsen) sind eine Gruppe von rund 19 kleinen und niedrigen Klippenfelsen in der nördlichen Marguerite Bay vor der Fallières-Küste des Grahamlands auf der Antarktischen Halbinsel. Sie gehören zur Gruppe der Dion-Inseln und liegen östlich des Jester Rock.
Die Dion-Inseln wurden 1909 bei der Fünften Französischen Antarktisexpedition (1908–1910) unter der Leitung des Polarforschers Jean-Baptiste Charcot entdeckt und grob kartiert. Der Falkland Islands Dependencies Survey nahm 1949 Vermessungen speziell dieser Klippenfelsen vor. Das UK Antarctic Place-Names Committee benannte sie am 31. März 1955 im Kontext zu Emperor Island (englisch für Kaiserinsel).